# Superlative Adventure Club
De Superlative Adventure Club (SAC) is een wereldwijde organisator van avontuurlijke liefdadigheidsrally's met klassieke auto's. Het bedrijf is gevestigd in Hamburg.

## Historie
SAC werd in 2010 opgericht door de broers Daniel en Sebastian Kaerger in Hamburg. Vanwege een persoonlijke passie voor avontuur en reizen naar afgelegen plaatsen, alsmede een interesse in vreemde culturen, besloten de broers "avonturenrally's voor iedereen" te organiseren. 
Al in 2011 werden de eerste rallypremières succesvol gevierd met de Baltic Sea Circle en Three Wheels on India. In de daaropvolgende jaren werd de rallycatalogus gestaag uitgebreid; met de European 5000, Knights of the Island, Balkan Express, BSC - Winter Edition, The Deutschland Rally, Atlantic Pacific Ocean Drive, Black Sea Circle en de Urban Challenge.
Toen, net als nu, wordt bijzondere nadruk gelegd op de interactie met de cultuur en de mensen van elk land. Een andere beweegreden achter de rally's is om avontuur te combineren met een goed doel. Als gevolg hiervan is in de afgelopen tien jaar meer dan € 3.500.000 ingezameld voor nationale en internationale liefdadigheidsprojecten.
Sinds 2011 is niet alleen het aanbod aan SAC-avonturenrally's gegroeid, maar ook het deelnemersveld. Bij de Baltic Sea Circle van 2019 bijvoorbeeld, vertrokken bijna 300 teams vanaf de Hamburgse Vismarkt richting de Noordkaap.

## Concept
De rally's worden betwist met young- en oldtimers. Verdere beperkingen zijn te vinden in het voertuigreglement.Navigatie geschiedt uitsluitend met wegenkaarten en kompas; elektronische hulpmiddelen zijn niet toegestaan. De routes verlopen buiten de snelwegen. In tegenstelling tot klassieke rally's worden SAC adventure rally's niet beoordeeld op snelheid, maar op het volbrengen van in het roadbook omschreven opdrachten. Het rally roadbook wordt aan de deelnemers overhandigd bij de start van de rally. De taken van het roadbook dienen ook om de deelnemers naar bijzondere plaatsen te brengen en de interactie met de plaatselijke bevolking te garanderen. Het rally roadbook is een gids voor de rally.

## Liefhadigheid
Afhankelijk van de rally zamelt elk team tussen de €250 en €750 aan donaties in voor een goed doel naar keuze. De fondsen worden via online donatieplatforms rechtstreeks aan de respectievelijke organisaties gedoneerd. De SAC werkt nauw samen met liefdadigheidspartners uit sociale en humanitaire velden en milieubescherming. Naast de liefdadigheidspartners van de SAC staat het de deelnemers echter vrij om ook organisaties naar keuze te steunen.

## Adventure Rally's

### Atlantic Pacific Ocean Drive
Het langste avontuur ter wereld
- Gehouden sinds: 2021
- Deelnemende teams per jaar: max. 100
- Duur: 40-50 dagen
- Distantie: > 15.000 km
- Start: Hamburg
- Route: Zuidoost-Europa, Turkije, Iran, Oezbekistan, Mongolië, Rusland
- Regio's: Karpaten, Kaspische Zee, Gobiwoestijn, Tian Shan gebergte.
- Bestemming: Vladivostok

### The Deutschland Rally
- Gehouden sinds: 2020
- Deelnemende teams per jaar: max. 150
- Duur: 8 dagen
- Distantie: 3.000 km
- Start: Midden-Duitsland
- Route: Duitsland
- Regio's: Harz, Oostzee, Müritz, Beierse Woud, Zwarte Woud, Rijn, Roergebied
- Bestemming: Roergebied

### Baltic Sea Circle
De noordelijkste rally ter wereld
- Gehouden sinds: 2011
- Deelnemende teams per jaar: max. 300
- Duur: 16 dagen
- Distantie: 7.500 km
- Start: Hamburg
- Route: Duitsland, Denemarken, Zweden, Noorwegen, Finland, Rusland, Estland, Letland, Litouwen, Polen
- Regio's: Poolcirkel, Noordkaap, Lapland, Moermansk, Sint-Petersburg
- Bestemming: Hamburg

### European 5000
- Gehouden sinds: 2014
- Deelnemende teams per jaar: max. 150
- Duur: 14 dagen
- Distantie: 5.000 km
- Start: München
- Route: Duitsland, Oostenrijk, Zwitserland, Italië, Frankrijk, Monaco, Andorra, Spanje, België en Nederland
- Regio's: Alpen, Cote d' Azur, Provence, Camargue, Castellon, Pyreneeën, Bretagne, Normandië
- Bestemming: Brussel

### The European Mountain Summit
De officiële bergtest van de European 5000
- gehouden sinds: 2018
- Deelnemende teams per jaar: max. 150
- Duur: 4 dagen
- Distantie: 1.500 km
- Start: München
- Route: Duitsland, Oostenrijk, Zwitserland, Italië, Frankrijk & Monaco
- Regio's: Alpen & Cote d' Azur
- Bestemming: St. Tropez

### Knights of the Island
- Gehouden sinds: 2016
- Deelnemende teams per jaar: max. 150
- Duur: 10 dagen
- Distantie: 3.500 km
- Start: Brussel
- Route: Engeland, Wales, Schotland
- Regio's: Black Mountains, Snowdonia, Speyside, Sussex, Sommerset, Lake District, Highlands, Skye
- Bestemming: Edinburgh

### Balkan Express
- Gehouden sinds: 2018
- Deelnemende teams per jaar: max. 150
- Duur: 13 dagen
- Distantie: 4.000 km
- Start: Dresden
- Route: Duitsland, Polen, Tsjechische Republiek, Slowakije, Hongarije, Roemenië, Bulgarije, Macedonië, Albanië, Montenegro, Bosnië-Herzegovina, Servië, Kroatië, Slovenië, Oostenrijk
- Regio's: Tatra, Dinarische Alpen, Karpaten, Transsylvanië, Adriatische Zee
- Bestemming: Salzburg

### Baltic Sea Circle - Winter Editie
De noordelijkste rally van de wereld - in de winter 
- Gehouden sinds: 2018
- Deelnemende teams per jaar: max. 80
- Duur: 16 dagen
- Distantie: 7.500 km
- Start: Hamburg
- Route: Duitsland, Denemarken, Zweden, Noorwegen, Finland, Estland, Letland, Litouwen en Polen (optioneel Rusland)
- Regio's: Poolcirkel, Lapland, Noordkaap
- Bestemming: Hamburg

### Baltic Sea Circle Dutch Editie
De noordelijkste rally ter wereld
- Gehouden: 2018 - 2019
- Deelnemende teams per jaar: max. 150
- Duur: 18 dagen
- Distantie: 8.000 km
- Start: Amsterdam (2018) / Groningen (2019)
- Route: Nederland, Duitsland, Denemarken, Zweden, Noorwegen, Finland, Rusland, Estland, Letland, Litouwen, Polen
- Regio's: Poolcirkel, Noordkaap, Lapland, Moermansk, Sint-Petersburg
- Bestemming: Amsterdam (2018) / Groningen (2019)

### Urban Challenge Hamburg
- Gehouden: 2015-2017
- Deelnemende teams per jaar: max. 100
- Duur: 1 dag
- Start: Hamburg
- Route: Hamburg
- Bestemming: Hamburg

### Three Wheels on India
- Gehouden: 2011 - 2013
- Deelnemende teams per jaar: max. 30
- Start: Jaipur
- Duur: 14 dagen
- Distantie: 2.000 km
- Route: Jaipur, Mumbai, Goa
- Bestemming: Goa

### Black Sea Circle
- Gehouden: 2013 - 2014
- Deelnemende teams per jaar: max. 50
- Duur: 16 dagen
- Distantie: 7.500 km
- Start: Berlijn
- Route: Duitsland, Tsjechische Republiek, Hongarije, Roemenië, Turkije, Armenië, Georgië, Rusland, Oekraïne
- Bestemming: Odessa

## Autoreglement

### Atlantic Pacific Ocean Drive
- Auto's - Minstens 15 jaar oud
- Tweewielers - Minimaal 15 jaar oud; een motorteam mag uit maximaal 2 motorfietsen bestaan.
- Bedrijfsvoertuigen - Minstens 15 jaar oud; campers en caravans zijn niet toegestaan.

### The Deutschland Rally
- Auto's - Ten minste 15 jaar oud of elektrisch
- Tweewielers - Minimaal 15 jaar oud; een motorteam mag uit maximaal 2 motorfietsen bestaan.
- Bedrijfsvoertuigen - Minstens 15 jaar oud; campers en caravans zijn niet toegestaan.

### Baltic Sea Circle
- Auto's - Minstens 20 jaar oud
- Tweewielers - Minimaal 20 jaar oud; een motorteam mag uit maximaal 2 motorfietsen bestaan.
- Bedrijfsvoertuigen - Minimaal 20 jaar oud; campers en caravans zijn niet toegestaan.

### European 5000
- Auto's - Minstens 20 jaar oud
- Tweewielers - Minimaal 20 jaar oud; een motorteam mag uit maximaal 2 motorfietsen bestaan.
- Bedrijfsvoertuigen - Minimaal 20 jaar oud; campers en caravans zijn niet toegestaan.

### The European Mountain Summit
- Auto's - Minstens 20 jaar oud
- Tweewielers - Minimaal 20 jaar oud; een motorteam mag uit maximaal 2 motorfietsen bestaan.
- Bedrijfsvoertuigen - Minimaal 20 jaar oud; campers en caravans zijn niet toegestaan.

### Knights of the Island
- Auto's - Minstens 20 jaar oud
- Tweewielers - Minimaal 20 jaar oud; een motorteam mag uit maximaal 2 motorfietsen bestaan.
- Bedrijfsvoertuigen - Minimaal 20 jaar oud; campers en caravans zijn niet toegestaan.

### Balkan Express
- Auto's - Minstens 20 jaar oud
- Tweewielers - Minimaal 20 jaar oud; een motorteam mag uit maximaal 2 motorfietsen bestaan.
- Bedrijfsvoertuigen - Minimaal 20 jaar oud; campers en caravans zijn niet toegestaan.

### Baltic Sea Circle - Winter Editie
- Auto's - Ten minste 5 jaar oud of elektrisch
- Tweewielers - Minimaal 5 jaar oud; een motorteam mag uit maximaal 2 motorfietsen bestaan.
- Bedrijfsvoertuigen - Minimaal 5 jaar oud; campers en caravans zijn niet toegestaan.